# 圍船棋
圍船棋（Breakthru），是艾力克斯·蘭多夫於1965年推出的兩人棋類遊戲，類似板棋。

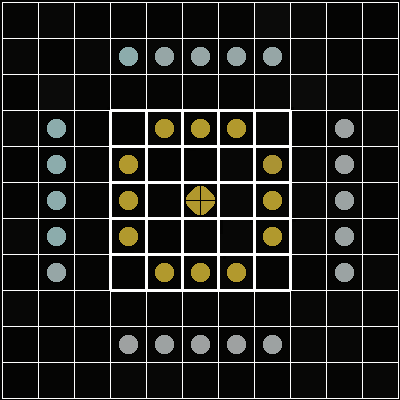
圍船棋的一種布置

## 棋具
- 棋盤為11*11方格。中間5*5方格區域稱為內區，其他稱為外區。

- 遊戲有兩方：護艦方、捉艦方。
  - 護艦方有兩種棋子：戰艦12枚、旗艦1枚。
  - 捉艦方只有一種棋：戰艦20枚。

## 規則
- 遊戲前先輪流布置棋子，護艦方的旗艦會放在正中間格，其餘護艦方棋子任意放在內區空格，捉艦方棋子任意放在外區空格。

- 護艦方先行。

- 每方回合從三種行動選擇一種：
  - 移動己方兩枚戰艦以縱橫方向任意數格至空格，中途不得有子。
  - 移動己方旗艦以縱橫方向任意數格至空格，中途不得有子。
  - 移動己方一枚棋子至有敵棋的斜鄰格，並將後者移除棋盤不再使用。

- 兩方勝利條件不一：
  - 護艦方以讓旗艦移到邊行獲勝。
  - 捉艦方以消滅旗艦獲勝[1]。

## 外部連結
- 遊戲介紹 （页面存档备份，存于）